# Inge Hindkjær
Inge Hindkjær (* 16. November 1958) ist eine ehemalige dänische Fußballspielerin. Für die Nationalmannschaft bestritt sie 25 Länderspiele und kam in der EM-Finalrunde 1984 in zwei Spielen zum Einsatz. 

## Karriere

### Vereine
Hindkjær spielte im Seniorinnenbereich ausschließlich für den in Skovlunde im südlichen Jütland ansässigen Ballerup-Skovlunde Fodbold und kam in der unter den Namen Elite Division seinerzeit höchsten Spielklasse zu Punktspielen.

### Nationalmannschaft
Hindkjær bestritt als Nationalspielerin für die DBU in acht Jahren 25 Länderspiele. Ihr Debüt in der Nationalmannschaft gab sie in einem Freundschaftsspiel gegen die Nationalmannschaft der Niederlande, die am 15. Oktober 1977 im ersten Aufeinandertreffen in Ribe mit 3:0 bezwungen wurde. In einem weiteren Freundschaftsspiel gegen diese Mannschaft gelang am 21. Oktober 1978 in Ruinen ein 3:0-Sieg und am 19. Mai 1979 gegen die Nationalmannschaft Englands in Kopenhagen ein 3:1-Sieg; Hindkjærs zweites und drittes Länderspiel. Noch im selben Jahr nahm sie mit ihrer Mannschaft an ihrem ersten von drei Turnieren um die Nordische Meisterschaft teil. Sie bestritt alle drei Spiele und erzielte im ersten, am 5. Juli in Fredrikstad, bei der 1:4-Niederlage gegen den späteren Turniersieger aus Schweden, mit dem Treffer zum 1:2 in der 46. Minute ihr erstes Länderspieltor.
Des Weiteren kam sie auch in vier Spielen der in Italien ausgetragenen inoffiziellen Europameisterschaft vom 18. bis 28. Juli 1979 zum Einsatz. Die Begegnungen mit den Nationalmannschaften Frankreichs (1 Tor), Schottlands (2 Tore), Schwedens und Italiens (1 Tor) wurden mit 3:1, 2:0, 1:0, 2:0 allesamt gewonnen und somit auch das Turnier. Im letzten Länderspiel des Jahres, beim 2:2-Unentschieden gegen die Nationalmannschaft Englands am 13. September in Kingston upon Hull, wurde sie ebenfalls berücksichtigt.
Im Spieljahr 1980 bestritt sie beginnend am 10. Mai und abschließend am 18. Oktober zwei in Freundschaft ausgetragene Länderspiele gegen die Nationalmannschaften Frankreichs, die in Forbach und Køge mit 2:0 und 4:1 erfolgreich beendet wurden. Dazwischen bestritt sie erneut alle drei Spiele im Turnier um die Nordische Meisterschaft und erzielte im ersten und dritten jeweils ein Tor; auch 1981 kam sie in allen drei Turnierspielen zum Einsatz.
In ihren letzten drei Spieljahren kam sie in ihrem letzten Freundschaftsspiel in Ringsted gegen die Nationalmannschaft Italiens zum Einsatz und erzielte beim 6:0-Sieg drei Tore. Am 13. Oktober 1982, 29. Oktober 1983 und 24. Oktober 1984 bestritt sie drei EM-Qualifikationsspiele (1:2 und 2:0 vs. Niederlande in Groningen und Sønderborg, 1:1 vs. Finnland in Odense); Höhepunkt ihrer Länderspielkarriere waren zweifelsfrei die beiden (seinerzeit noch in Hin- und Rückspiel ausgetragenen) EM-Halbfinalspiele gegen die Nationalmannschaft Englands, gegen die sie am 8. April 1984 in Crewe, bei der 1:2-Niederlage das Tor zum Ausgleich in der 49. Minute erzielte.

## Erfolge
- Finalist Nordische Meisterschaft 1979, 1980
- Turniersieger Inoffizielle Europameisterschaft 1979